# Gare d'Oostrozebeke
La gare d'Oostrozebeke est une ancienne gare ferroviaire (fermée) belge de la ligne 66A, d'Ingelmunster à Anzegem, située sur le territoire de la commune d'Oostrozebeke dans la province de Flandre-Occidentale en région flamande.
Elle est mise en service en 1868 par l'administration des chemins de fer de l’État belge et est définitivement fermée en 1968 par la Société nationale des chemins de fer belges (SNCB). Seul subsiste l'ancien bâtiment voyageurs.

## Situation ferroviaire
Établie à 16 mètres d'altitude, la gare d'Oostrozebeke était située au point kilométrique (PK) 5,720 de la ligne 66A, d'Ingelmunster à Anzegem, entre la halte de Wante, qui la sépare de la gare d'Ingelmunster, et la gare de Wielsbeke qui s'intercalait avant la gare de Vive-Saint-Éloi.

## Histoire

### Graphie du nom
Au fil du temps on trouve plusieurs variantes de l'écriture du nom de la station, notamment : Oostroosebeke (1868-1926), Oost-Roosebeke (1882), puis Oostrozebeke à partir du 1er février 1938.

### Gare ferroviaire
La station d'Oostrozebeke est mise en service le 20 décembre 1868 par la Société générale d'exploitation de chemins de fer, lorsqu'elle ouvre à l'exploitation la ligne d'Ingelmunster à Anzegem, construite en sous-main par la Société belge de chemins de fer.
Correspondant au plan type standard de cette société qui construisit des chemins de fer pour des compagnies privées en Belgique et en France (exemple : la gare de Lumbres), le bâtiment construit lors de l'ouverture de la gare, est orienté perpendiculairement à la rue de la Station, édifié en brique, il est constitué d'un corps central, à deux étages et trois ouvertures, encadré par deux ailes à deux ouvertures, ne comportant pas d'étage. Il comporte quelques éléments de style néo-classique, notamment des cintres au-dessus des ouvertures et des chaînes d'angle.
Le bâtiment de la gare fait l'objet d'un agrandissement en 1889, dont la nature exacte n'est pas connue. Cette construction identique à celle des gares de Burst, Haaltert, Boucle-Saint-Denis et Vichte sur la ligne 89 est alors un édifice symétrique auquel des fenêtres ont été ajoutées au demi-étage supérieur des ailes latérales.
Le trafic voyageurs s'arrête pendant la Seconde Guerre mondiale, il est officiellement supprimé le 8 octobre 1950. Le trafic des marchandises en gare se poursuit jusqu'à sa fermeture en 1968, néanmoins la ligne n'est fermée que quelques années plus tard en 1972 et la voie est démontée en 1974.

### Après le chemin de fer
En 2007, le bâtiment est toujours présent, il est devenu une habitation.

## Service des voyageurs
Gare fermée et désaffectée située sur une ligne hors service.